# Phoebe Palmer
Phoebe Palmer (1807. december 17. – 1874. november 2.) evangélista és egyben író is volt, a keresztény tökéletesség tanának egyik hirdetője. Úgy tekintenek rá, mint az egyesült államokbeli szentség-mozgalom és az egyesült királyságbeli "Komolyabb keresztény életért" mozgalom egyik alapítójára.

## Korai évek
Phoebe Worrall néven született New Yorkban. Édesapja, Henry Worrall, buzgó metodista volt, aki az angliai Wesley-féle ébredés alatt tért meg, még mielőtt az Amerikai Egyesült Államokba emigrált volna. Édesanyja Dorothea Wade Worrallnak volt.

## Lelki fejlődés
1827-ben Phoebe Worrall feleségül ment Walter Palmerhez, aki homeopatikus orvos, és egyben elkötelezett metodista volt. Mint metodisták, érdeklődni kezdtek John Wesley, a metodizmus alapítójának írásosai iránt. Különösen érdekelte őket Wesley keresztény tökéletességről szóló tana, miszerint egy keresztény élhet komoly bűnök nélküli életet. Az 1830-as évek során Palmerék megtapasztalták az úgynevezett "teljes megszentelődést". Úgy érezték, hogy meg kell osztaniuk másokkal tapasztalataikat és tanítaniuk kell, hogy hogyan érhetik el ezt mások is saját maguk számára.

## A szentség eszméinek elterjedése
1835-ben Palmer testvére, Sarah Lankford, elkezdett részt venni heti imaalkalmakon más metodista nőkkel. Két évvel később Phoebe Palmer ezeknek az imaalkalmaknak a vezetője lett, melyet úgy emlegettek mint a "Keddi Imaalkalmak a Szentség Hirdetésére". Az alkalmakat Palmerék otthonában tartották, és 1839-től már férfiak is csatlakozhattak. A férfiak között voltak metodista püspökök, mint például Edmund S. James, Leonidas L. Hamline, Jesse T. Peck és Matthew Simpson, valamint teológusok és lelkészek. Ez a megújult érdeklődés a szentség iránt végül országos befolyást gyakorolt a Metodista Egyházra.
Phoebe Palmer és férje, Walter, utazó lelkészek lettek, ahogy egyre több és több meghívást kaptak gyülekezetektől, konferencia és sátoros összejövetelek szervezőitől. Annak ellenére, hogy Walter Palmer tartotta a beszédeket, prédikációkat, mégis Phoebe volt az ismertebb. 
Palmer nagyon fontos szerepet töltött be a keresztény szentség eszméinek terjesztésében mind az Amerikai Egyesült Államokban, valamint világszerte. És számos könyvet írt beleértve a Szentség útját, mely a szentség mozgalmak alapműve lett. A mozgalom északkelet irányból terjedt el az Egyesült Államokban. A házaspár más régiókat is meglátogatott, majd 1857-ben Kanadát, és 1859-ben az Egyesült Királyságot is, ahol több évig maradtak.
Palmerék megvettek egy havi folyóiratot 1864-ben, melynek Az Útmutató a szentég-hez volt a neve. Annak idején még Timothy Merritt hozta létre a folyóiratot, hogy hirdesse a keresztény tökéletesség tanát. Phoebe Palmer a megvétel évétől egészen haláláig szerkesztette a havi lapot.
Palmer beszédein és írásain keresztül sokakra hatott, többek között az önmegtartóztató vezető, Frances Willard; az Üdvhadsereg társalapítója, Catherine Booth; és a Nemzetei Sátoros Összejövetelek Szövetsége a Szentség Hirdetéséért (későbbi nevén Keresztény Szentség Társaság) első elnöke, John Iskip.
Az Atya ígérete című könyvében, Palmer megvédi a nők szerepéről alkotott gondolatát a keresztény szolgálatban.
Phoebe hite a szentségről nem csupán elméleti volt. Elöl járt a Metodista Nők Otthoni Hittérítő Társadalom csoportban, mikor megfogalmazták az Öt Pont Missziót 1850-ben. Ez a misszió New York egyik szegénynegyedében zajlott. 
Phoebe Palmer lánya, Phoebe Knapp, számos egyházi éneket írt, beleértve a Fanny Crosby által megzenésített "Üdvteli érzet" című éneket is.